# Trysil/Engerdal Museum
Das Trysil/Engerdal Museum  ist ein Museum mit mehreren Freilichtmuseums-Standorten um Trysil und Engerdal, Norwegen. Sein ältester Teil, das Trysil Dorfmuseum wurde 1901 gegründet. Das Museum ist seit 2010 zusammen mit sechs weiteren Museen eine Abteilung des Hedmark Fylkesmuseums. Das Museum hat seinen Verwaltungssitz in Trysil und sorgt für etwa 100 historische Gebäude,  seine Museumsexponate, seine Fotosammlung und sein Archivmaterial.
Das Museum betreut unter anderem als Hauptattraktionen die folgenden Standorte:
- Trysil Bygdetun: Ein klassisches Freilichtmuseum mit 21 Gebäuden (Bauernhäusern, Nebengebäuden und Almen) aus dem 17. bis 20. Jahrhundert. Der Einfluss von Schweden und Østerdalen zeigt sich bei einigen Gebäuden in der  Dekorationsmalerei.
- Blokkodden Villmarksmuseum bei Drevsjø in Engerdal. Ein Freilichtmuseum zur Waldnutzung vom 17. Jahrhundert bis heute. gezeigt werden Köhlerei, Fischen, Jagd und Landwirtschaft.
- Der Støa kanal, ein Kanal zum Flößen von Baumstämmen zu den Sägewerken in Karlstad, Schweden. Die Attraktion des Kanals ist ein mit Wasserrädern betriebenes Hebewerk, mit dem die Stämme vom Fluss Ljøra auf das höhere Niveau des Sees Flersjøen hochgezogen werden konnten.